# Список останніх бажань
«Список останніх бажань» (англ. The Bucket List, дослівно укр. Список бажань) — американська комедійна драма режисера Роба Рейнера, що вийшла 2007 року. У головних ролях Джек Ніколсон і Морган Фрімен.
Сценаристом був Джастін Зекгем, продюсерами були Алан Ґрайсмен, Ніл Мерон та інші. Вперше фільм продемонстрували 16 грудня 2007 року у Голлівуді, США. В Україні у кінопрокаті прем'єра фільму відбулась 24 квітня 2008.

## Сюжет
Автомобільний механік Картер Чемберс вперше зустрівся з мільярдером Едвардом Коулом у клініці. Їх обох поклали в одну палату з однаковим діагнозом — рак легеней. Після декількох обстежень їм кажуть вердикт — залишилось жити від пів року до року. Тому чоловіки вирішили скласти список останніх бажань — речі, які б вони хотіли зробити перед смертю. Едвард і Картер починають свої розваги у всьому світі. Вони стрибають з парашутом, ганяють на автомобілі Форд Мустанг, пролітають над Північним полюсом, вечеряють у готелі Золотий козел у Франції, відвідують Тадж Махал в Індії, катаються на мотоциклах по Великій китайській стіні, їдуть на сафарі в Танзанії і на Джомолунгму в Непалі.

## У ролях
| Актор           | Персонаж                                  | Роль                       |
| --------------- | ----------------------------------------- | -------------------------- |
| Джек Ніколсон   | Едвард Коул англ. Edward Cole             | мільярдер, власник клініки |
| Морган Фрімен   | Картер Чемберс англ. Carter Chambers      | автомобільний механік      |
| Шон Хейз        | Томас / Меттью англ. Thomas/Matthew       | помічник Едварда           |
| Беверлі Тодд    | Вірджинія Чемберс англ. Virginia Chambers | дружина Картера            |
| Роб Морроу      | Голліс англ. Hollins                      | лікуючий доктор Едварда    |
| Альфонсо Фріман | Роджер Чемберс англ. Roger Chambers       | син Картера                |

## Сприйняття

### Критика
Фільм отримав здебільшого змішано-позитивні відгуки: Rotten Tomatoes дав оцінку 40 % на основі 168 відгуків від критиків (середня оцінка 5,1/10) і 77 % від глядачів із середньою оцінкою 3,8/5 (270,225 голосів). Загалом на сайті фільми має змішаний рейтинг, фільму зарахований «гнилий помідор» від кінокритиків, проте «попкорн» від глядачів, Internet Movie Database — 7,4/10 (153 472 голоси), Metacritic — 42/100 (34 відгуки критиків) і 7,6/10 від глядачів (134 голоси). Загалом на цьому ресурсі від критиків фільм отримав змішані відгуки, а від глядачів — позитивні.

### Касові збори
Під час показу в Україні, що розпочався 24 квітня 2008 року, протягом першого тижня фільм був показаний у 2 кінотеатрах і зібрав 5,960 $, що на той час дозволило йому зайняти 10 місце серед усіх прем'єр. Показ стрічки протривав 6 тижнів і завершився 1 червня 2008 року. За цей час стрічка зібрала 28,153 $. Із цим показником стрічка зайняла 127 місце у кінопрокаті за касовими зборами в Україні 2008 року.
Під час показу у США протягом першого (вузького, з 25 грудня 2007 року) тижня фільм був показаний у 16 кінотеатрах і зібрав 335,837 $, що на той час дозволило йому зайняти 21 місце серед усіх прем'єр. Наступного (широкого, з 11 січня 2008 року) тижня фільм був показаний у 2,911 кінотеатрах і зібрав 19,392,416 $ (1 місце). Показ фільму протривав 164 дні (23,4 тижня) і завершився 5 червня 2008 року. За цей час фільм зібрав у прокаті у США 93,466,502   доларів США, а у решті світу 81,906,000 $ (за іншими даними 80,843,791 $), тобто загалом 175,372,502 $ (за іншими даними 174,310,293 $) при бюджеті 45 млн $.

### Нагороди і номінації[12]
| Рік  | Нагорода                          | Категорія                                                                          | Номінант               | Результат |
| ---- | --------------------------------- | ---------------------------------------------------------------------------------- | ---------------------- | --------- |
| 2008 | Motion Picture Sound Editors      | Найкращий звукорежисер — діалог і ADR для художнього фільму                        | Лон Бендер і Тім Боґґс | Номінація |
| 2009 | Премія Японської академії         | Найкращий іншомовний фільм                                                         | стрічка                | Номінація |
| 2009 | Нагорода Греммі                   | Найкраща пісня, написана для кінофільмів, телебачення або іншого візуального медіа | Джон Маєр              | Номінація |
| 2009 | Національна рада кінокритиків США | Найкращі десять фільмів                                                            | стрічка                | Перемога  |

### Виноски
1. 1 2  The Bucket List: Release Info (англ.). Internet Movie Database. Процитовано 23 вересня 2014.
2. 1 2  Список останніх бажань. Kino-teatr.ua. Архів оригіналу за 2 липня 2015. Процитовано 23 вересня 2014.
3. 1 2  The Bucket List (англ.). Internet Movie Database. Архів оригіналу за 16 вересня 2014. Процитовано 23 вересня 2014.
4. 1 2 3 4 5  The Bucket List (англ.). Box Office Mojo. Архів оригіналу за 6 жовтня 2014. Процитовано 23 вересня 2014.
5. 1 2 3 4 5  The Bucket List (англ.). The Numbers. Архів оригіналу за 16 жовтня 2014. Процитовано 23 вересня 2014.
6. ↑  The Bucket List (англ.). AllMovie. Архів оригіналу за 24 липня 2014. Процитовано 23 вересня 2014.
7. ↑  The Bucket List: Full Cast & Crew (англ.). Internet Movie Database. Архів оригіналу за 15 квітня 2013. Процитовано 23 вересня 2014.
8. ↑  The Bucket List (англ.). Rotten Tomatoes. Архів оригіналу за 29 жовтня 2014. Процитовано 23 вересня 2014.
9. ↑  The Bucket List (англ.). Metacritic. Архів оригіналу за 6 листопада 2014. Процитовано 23 вересня 2014.
10. ↑  The Bucket List — United Kingdom Weekend Box Office (англ.). Box Office Mojo. Процитовано 23 вересня 2014.
11. ↑  Ukraine Yearly Box Office. 2008 (англ.). Box Office Mojo. Архів оригіналу за 14 грудня 2015. Процитовано 23 вересня 2014.
12. ↑  The Bucket List: Awards (англ.). Internet Movie Database. Архів оригіналу за 15 квітня 2013. Процитовано 23 вересня 2014.